# Ibn Baqiyya
Abu-Tàhir Muhàmmad ibn Baqiyya, más conocido simplemente como Ibn Baqiyya, fue visir del sultán búyida Izz-ad-Dawla Bakhtiyar. De origen campesino y humilde, había nacido en Awana (Irak).

## Biografía
Organizó un grupo de hombres que, aprovechando los conflictos de la primera mitad del siglo X, controló el peaje del río Tigris a Tikrit. Cuando el sultán búyida Muïzz-ad-Dawla conquistó Bagdad, aseguró el suministro de este sultán a la capital. Captó la amistad del visir Abu-l-Fadl al-Abbàs ibn al-Hussayn aix-Xirazí, y después del sultán Izz-ad-Dawla Bakhtiyar y en el 972 fue nombrado sucesor de aix-Xirazí, probablemente sin haber hecho nada para obtener este cargo que hasta entonces estaba reservado a gente de carrera burocrática.

## Trayectoria
El sultán Bakhtiyar se vio sorprendido por una revuelta de sus tropas turcas y quedó encerrado en Wasit, mientras los rebeldes dominaban Bagdad y Juzestán; Adud al-Dawla convenció a su padre Rukn-ad-Dawla, que era el decano de la familia búyida y gobernaba al Jibal, de hacer una expedición para ayudar a Bakhtiyar con las tropas propias y algunas que  envió Rukn-ad-Dawla desde Rayy, bajo el mando de su visir Ibn al-Amid II. Aun así, Adud-ad-Dawla retrasó tanto como pudo la intervención en espera de que Bakhtiyar estuviera a punto de ser derrotado; entonces actuó, derrotó a los rebeldes (30 de enero del 975) y entró en Bagdad el 31 de enero del 975. Al término de dos meses, bajo presión, Bakhtiyar abdicó (12 de marzo del 975). Ibn Baqiyya vio la necesidad de estar en buenos términos con Adud-ad-Dawla, así como con el visir Rukn-al-Dawla, Abu-l-Fat·h Ibn al-Amid II. Adud-ad-Dawla concedió a Ibn Baqiyya la ciudad de Wasit como iqtà, además de mantenerlo en el cargo de visir de Irak.

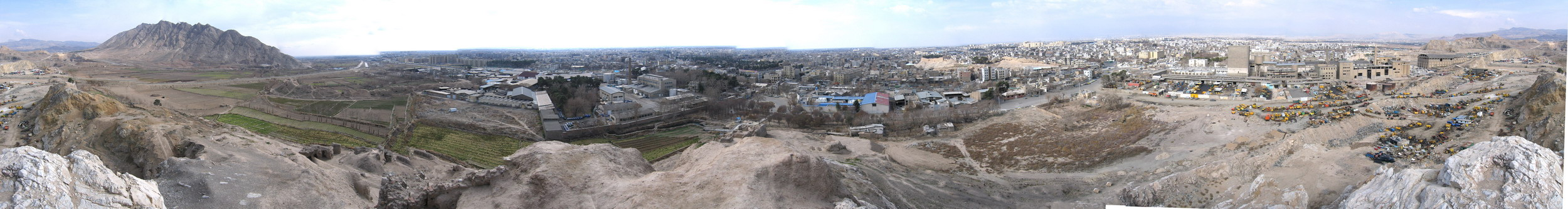
Panorama de la ciudad de Ravy (Irak)

Ibn Baqiyya intentó obtener la fidelidad absoluta de unas tropas de Bagdad conocidas como los ayyarun, y el apoyo del ningún semiautonom de la Batiha, Imran ibn Xahin, casi siempre rebelde, y esto hizo desconfiar a Adud-ad-Dawla, al mismo tiempo que Bakhtiyar pensaba que Ibn Baqiyya se había vendido a su primo Adud-ad-Dawla.
La actuación de Adud-ad-Dawla en Bagdad molestó tanto su padre Rukn-ad-Dawla que lo obligó a restablecer Bakhtiyar, y aunque Adud-ad-Dawla obedeció, del disgusto que el padre tuvo se puso enfermo y murió el 16 de septiembre del 976.
Después de la muerte de Rukn-ad-Dawla, Adud-ad-Dawla volvió a Irak (977). Bakhtiyar ya lo esperaba; se había aliado a Fakhr-ad-Dawla de Rayy, a los hamdànides, a la cabeza curda hassanwàyhida Barkezani y a Imran ibn Xahin, emir de las maresmes del sur de Irak (la Batiha), y se había avanzado hacia Ahwaz, donde se encontraron los dos ejércitos. Adud-ad-Dawla consiguió la victoria el 1 de julio del 977 cerca de la ciudad. Bakhtiyar culpó de la derrota su visir y lo hizo detener y cegar. Finalmente el octubre Bakhtiyar reconoció la soberanía de Adud-ad-Dawla y le pidió permiso para marchar a establecerse en Siria. Bakhtiyar salió de su capìtal y poco después Adud-ad-Dawla entró en Bagdad, donde encontró a Ibn Baqiyya, al que hizo matar, aplastado por elefantes (977).